# Кастр (Тарн)
Кастр (фр. Castres, окс. Castras) — город на реке Агу, центр округа в департаменте Тарн. Население — 42900 жителей (2006).

## История
Точная дата основания города неизвестна. Кастр образовался у аббатства бенедиктцев, которое, согласно легенде, было основано в 647 году. Название произошло от латинского castrum («укрепление, крепость»). В XII веке город стал одним из центров у альбигойцев. Альбигойский крестовый поход присоединил город к Французскому королевству в 1229 году, а в 1317 году папа римский Иоанн XXII основал епархию, просуществовавшую до Великой Французской революции. Центром епископства был Кафедральный собор Кастра. Позже Кастр был крепостью у гугенотов и кальвинистов.
В 2007 году финиш двенадцатого этапа велогонки Тур-де-Франс находился в Кастре.

## География

### Географическое положение
Город расположен на юге Центрального массива, а также на юге департамента Тарн. Находится на высоте в 172 метра над уровнем моря.

## Экономика
В начале XX века Кастр был центром по производству сукна, шёлка, хлопчатобумажных и шерстяных тканей. В городе проживало более 20 тыс. человек. Сегодня также развиты машиностроение и химическая промышленность. Заметную роль в экономике города играет и туризм.

## Достопримечательности
Кроме Кафедрального собора, среди достопримечательностей сохранилась башня старого аббатства в раннем романском стиле. В городе расположены и музеи Гойи (открыт в 1840 году) и Жореса. Также в Кастре имеется частный, но открытый для посещений ботанический сад площадью 4 га.

## Транспорт
Между Кастром и городом Мазаме расположен аэропорт Кастр-Мазаме.

## Известные уроженцы
Из уроженцев города известны такие личности как социалист Жан Жорес, маршал Никола Жан де Дьё Сульт, писатель Роже Пейрефитт и др. Долгое время в Кастре проживал математик Пьер Ферма.
Также, в этом городе родилась молодая французская певица и актриса Лу Жан, наиболее известная, как Лу.

## Галерея

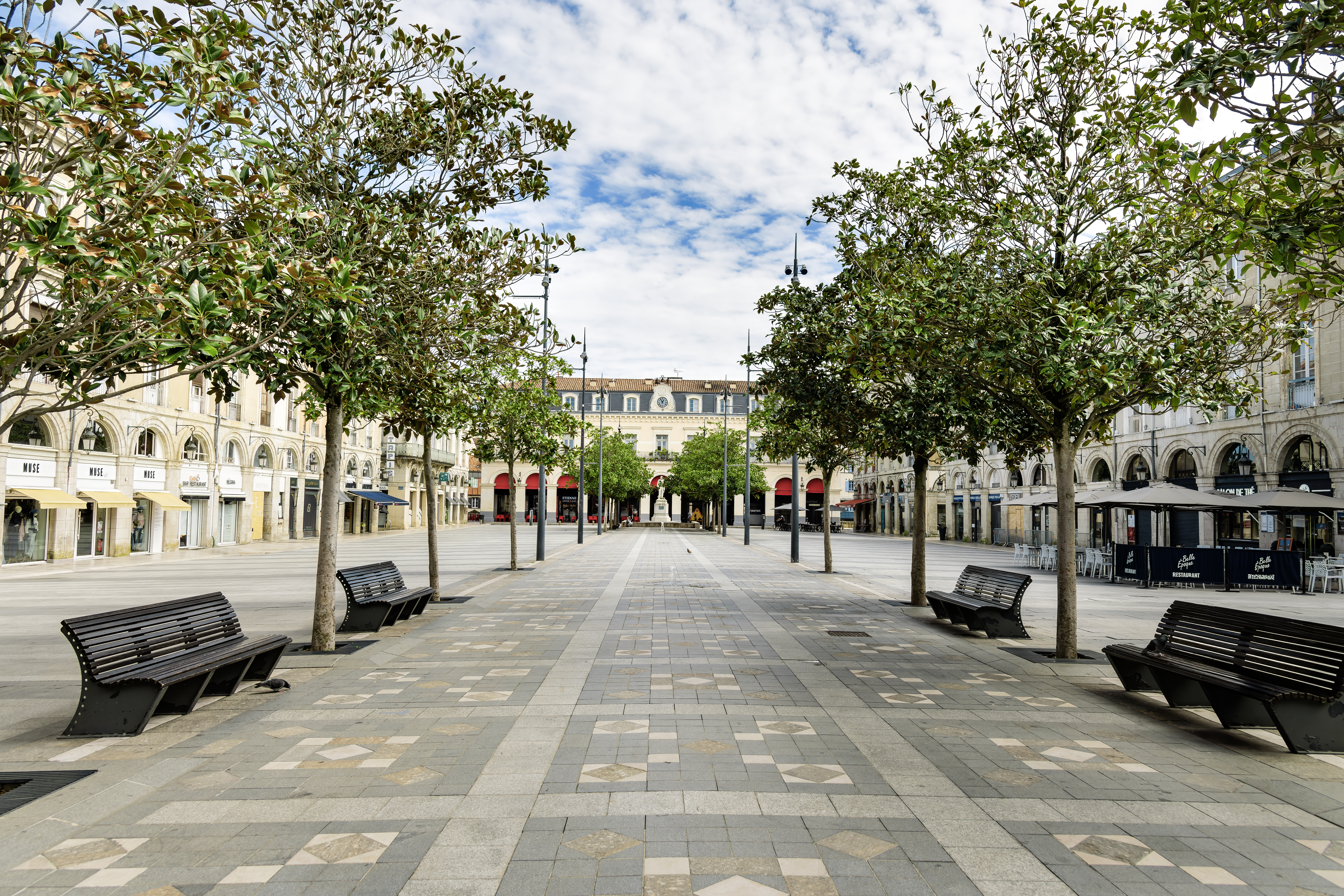
Площадь Жана Жореса
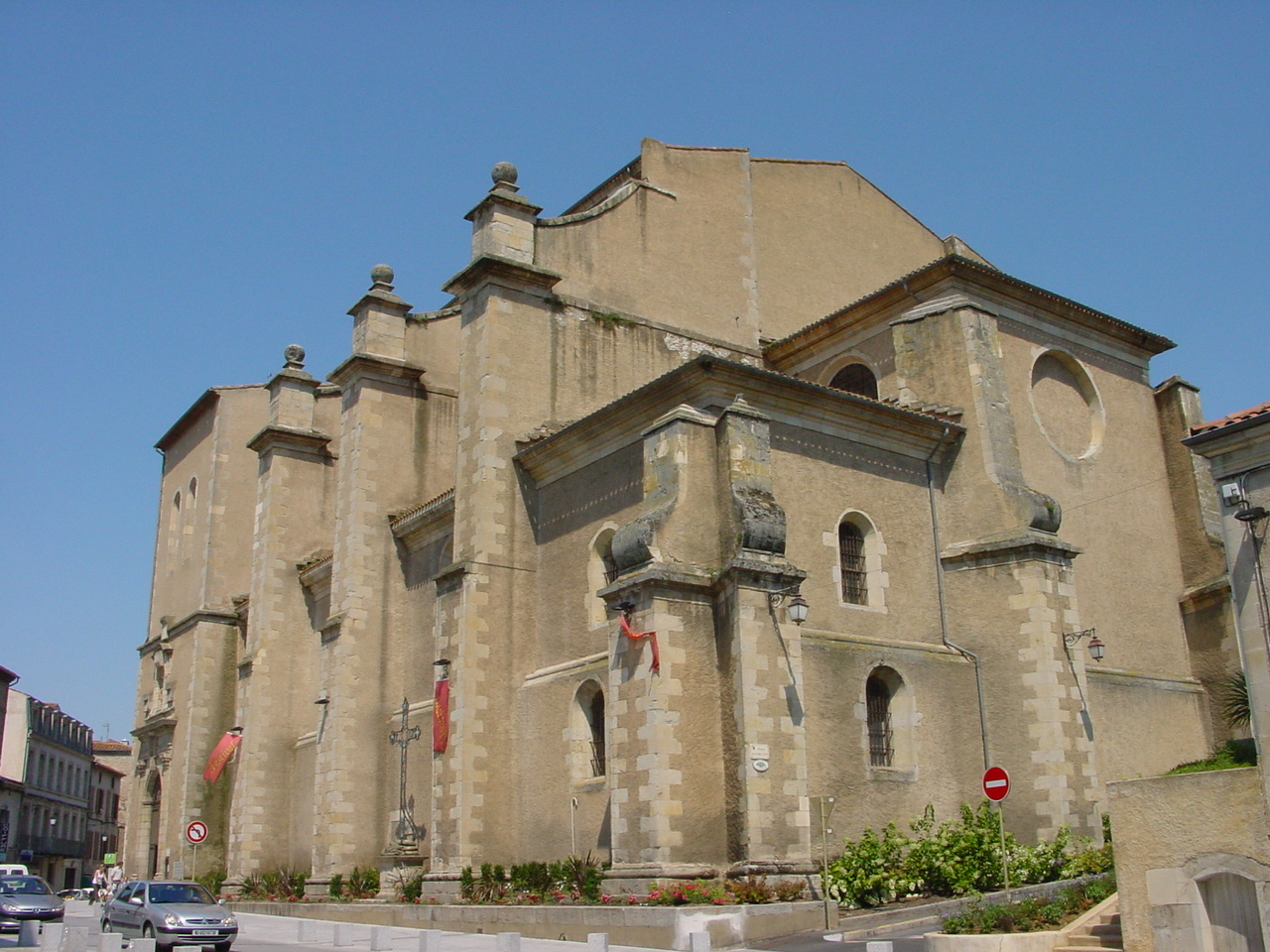
Кафедральный собор Кастра
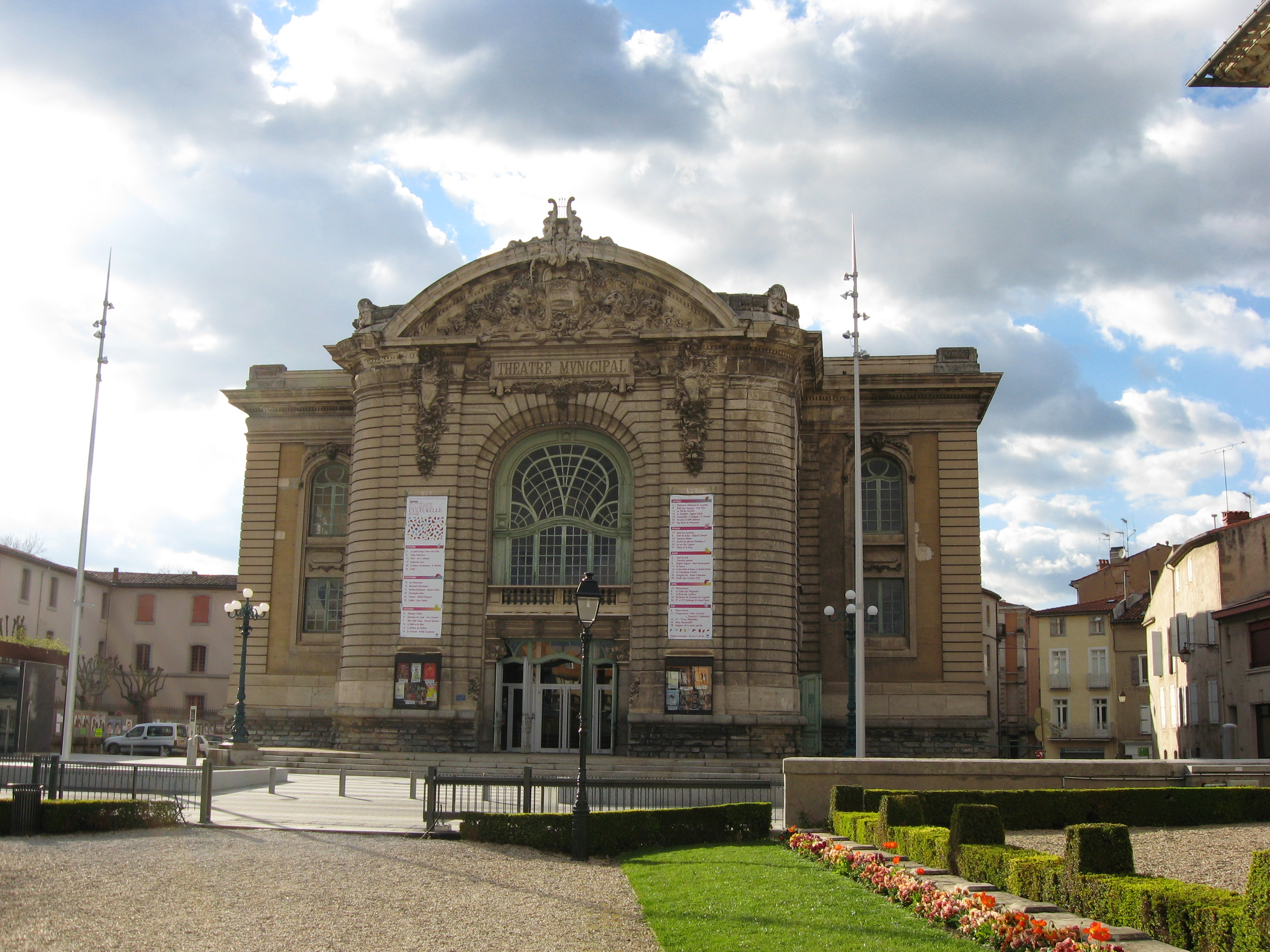
Театр в Кастре
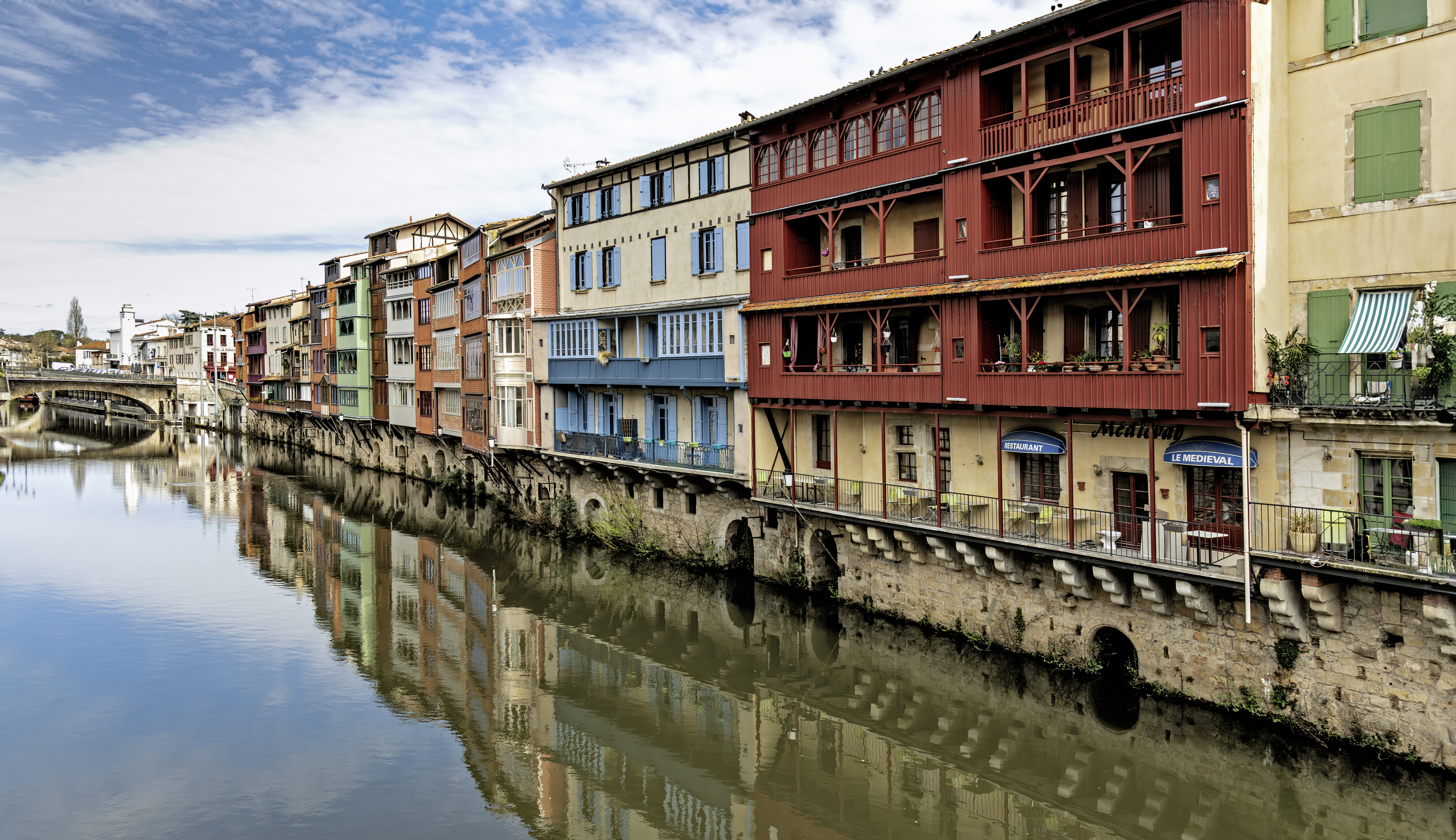
Река Агу